# Ligue nationale de football (république démocratique du Congo)
Pour les articles homonymes, voir Ligue nationale de football.
La Ligue nationale de football (LINAFOOT) rassemble les 16 clubs congolais à statut professionnel de la Ligue 1 et de la Ligue 2. Elle gère ces championnats sous l'autorité de la Fédération congolaise de football association.

## Président
- 1990 :  Jean Thomas Ndongala Mavakala Siya
- 1991 :  Shimba Mukadi
- 1992-1997 :  Jean Claude Booto Lueto Liena
- 1998-1999 :  Arthur Muland Kayij
- 2000-2001 :  Adam Bombole Intole
- 2002 :  Victor Mvumbi-Puati
- 2004-2010 :  Charles Mputu Mulopue [1],[2]
- 2011-2012 :  Gilbert Paul Yav Tshibal [2],[3]
- 2013-2015 : Simon Kayoyo Umbela[4],[5],[6]
- 2015-2017 :  Jeef Kapondo Kantanga
- 2017- : Bosco Mwehu[7],2e Vice-Président : Jacques Mwamba[réf. souhaitée]